# Bình Minh, Nghệ An
Bình Minh là một xã thuộc tỉnh Nghệ An, Việt Nam. Xã được hình thành trên cơ sở sáp nhập các xã Đức Thành, Mã Thành, Tân Thành và Tiến Thành của huyện Yên Thành trong đợt Sáp nhập tỉnh thành Việt Nam 2025.

## Địa lý
Xã Bình Minh có vị trí địa lý:
- Phía Đông giáp xã Hùng Châu;
- Phía Nam giáp xã Giai Lạc và xã Đông Thành;
- Phía Tây giáp xã Giai Lạc;
- Phía Bắc giáp xã Quỳnh Tam và xã Hùng Châu.

Xã Bình Minh có diện tích tự nhiên 91,08 km².

## Hành chính và tên gọi
Xã Bình Minh được thành lập theo Nghị quyết số 1678/NQ-UBTVQH15 của Ủy ban Thường vụ Quốc hội Việt Nam, ban hành ngày 16 tháng 6 năm 2025. Theo đó, sắp xếp toàn bộ diện tích tự nhiên, quy mô dân số của các xã Đức Thành, Mã Thành, Tân Thành và Tiến Thành thuộc huyện Yên Thành trước đây thành một xã mới có tên gọi là xã Bình Minh.
Trước đó, theo Đề án sắp xếp đơn vị hành chính cấp xã tỉnh Nghệ An, xã này là xã Yên Thành 8.
Sau sắp xếp xã có diện tích tự nhiên: 91,08 km², quy mô dân số: 37.031 người.